# アルヴィオン
アルヴィオン(ALVION) は家庭用ゲーム機のゲームソフト企画・開発・制作・運営を主な事業とする大阪にあるゲーム会社(ALVION GROUP)。ALVION社内でゲームの販促物を制作するDTP部門（UIチーム）のほか、ゲーム開発の就職予備校ACEを産学連動で運営している。家庭用ゲーム及び、携帯アプリのパブリッシャー及びデベロッパー双方の事業を展開。

## 沿革
- 1996年 - 有限会社アルヴィオン（ALVION)京都市下京区に[要出典]設立
- 1998年 - 大阪府吹田市に本社所在地を移転
- 2004年 - 大阪府の中小企業経営革新を用いて、就職予備校ACEを開設
- 2006年 - アルヴィオングループのグループ会社、有限会社ウルクスヘブン1月30日に設立
- 2006年 - 大阪府吹田市のアルヴィオンビルに本社所在地を移転。株式会社アルヴィオンに改組。英語表記を ALVION Inc.とする
- 2009年 - 家庭用ゲームソフトのパブリッシャーとしての活動を開始
- 2013年 - ヒューマンアカデミーのクリエイティブラボにアルヴィオン研修コースをスタート

## 開発した主なゲームソフト
- サーカディア (PlayStation) 1999年1月14日発売
- ポイニーポイン (PlayStation 2) 2002年2月26日発売
- チェインダイブ (PlayStation 2) 2003年10月16日発売
- プーペガールDS (ニンテンドーDS) 2009年12月17日発売
- プーペガールDS2 (ニンテンドーDS) 2010年12月16日発売
- Fragment's Note（PlayStation Vita)
- マリシアス（PlayStation 3） 2010年10月27日発売
- マリシアスリバース（PlayStation Vita） 2012年11月22日発売
- マリシアスフォールン（PlayStation 4） 2017年2月10日発売
- Fragment's Note+ AfterStory　2022年12月22日発売
- Fragment's Note2+　　　　　　2023年9月21日発売

## 開発協力した主なゲームソフト
- ピポサルアカデミ〜ア  (PlayStation Portable) 2004年12月
- サルゲッチュP!  (PlayStation Portable) 2005年3月
- ピポサルアカデミ〜ア2  (PlayStation Portable) 2005年12月
- SIREN2 (PlayStation 2) 2006年2月
- ザ・キング・オブ・ファイターズ オロチ編 (PlayStation 2) 2006年4月
- SIREN:New Translation (PlayStation 3) 2008年7月
- ファイアーエムブレム 新・暗黒竜と光の剣 (ニンテンドーDS) 2008年8月
- マッドワールド (Wii) 2009年3月
- サルゲッチュ ピポサル戦記  (PlayStation Portable) 2009年3月
- 無限航路 (ニンテンドーDS) 2009年6月
- ベヨネッタ (PlayStation 3/Xbox 360) 2009年10月
- マックス アナーキー (PlayStation 3/Xbox 360) 2012年7月
- メタルギア ライジング リベンジェンス (PlayStation 3) 2013年2月
- NARUTO -ナルト- 疾風伝 ナルティメットストーム3(PlayStation 3/Xbox 360) 2013年4月
- The Wonderful 101 (Wii) 2013年8月
- NARUTO -ナルト- 疾風伝 ナルティメットストームレボリューション(PlayStation 3/Xbox 360)  2014年9月
- ベヨネッタ2 (Wii U) 2014年9月
- THE LEGEND OF KORRA(Xbox 360/Xbox One/PlayStation 3/PlayStation 4/PC)  2014年10月
- TRANSFORMERS:DEVASTATION(Xbox 360/Xbox One/PlayStation 3/PlayStation 4/PC)  2015年10月
- NARUTO -ナルト- 疾風伝 ナルティメットストーム4(PlayStation 4) 2016年2月
- スターフォックス ゼロ(Wii U) 2016年4月
- NieR:Automata(PlayStation 4/PC) 2017年2月
- ポケットモンスター スカーレット・バイオレット 2022年11月
- ポケットモンスター スカーレット・バイオレット ゼロの秘宝「前編・碧の仮面」：2023年9月13日「後編・藍の円盤」：2023年12月14日

## 開発した主なアプリ
- ウォーターガール（Android)
- Fragment's Note（iOS/Android/PlayStation(R)Mobile/ひかりTVゲーム)
- タカトビサムライ（iOS/Android/PlayStation(R)Mobile)
- バウンドベアー（iOS/Android/PlayStation(R)Mobile)
- ドラゴンタクティクス(SNS APP/iOS/Android)
- Fragment's Note Memories -Fragment's Note（iOS/Android/PlayStation(R)Mobile)
- あの花ＡＲプロジェクト（iOS)
- デコシェイク （iOS)
- 秘密のIsland　～失われた記憶～ （Android APP)
- いきなり！魔法学園 (フィーチャー・フォン)（SNS APP）（エニッシュ社と共同開発。主にゲーム部分とデザインを担当)（配信終了）
- そらいく♪ (フィーチャー・フォン)（SNS APP）（配信終了）
- MALICIOUS another story ―誰が為の歌―(iOS/iPad)
- ガーディアンポポン (iOS/iPod touch/iPad)
- スピードクラスター (iOS/iPod touch/iPad）
- ゆびいぬ (iPad)
- SFおとぎ奇譚桃太郎戦記 (フィーチャー・フォン)
- 生玉2(フィーチャー・フォン)
- オラクルストーン (フィーチャー・フォン)
- アプアプ王国撃沈王黄金伝説 (フィーチャー・フォン)

## 開発協力した主なアプリ
- ドラゴンタクティクス] enish（iOS)（Android APP)
- 秘密のIsland　～失われた記憶～ MTI（Android APP)
- あの花ARプロジェクト　兼松グランクス社 （iOS)（APP)
- アプアプ王国 旗揚げの秘密 (フィーチャー・フォン)